# 華阿財
華 阿財（か あざい、1938年 -2018年11月30日 ）は台湾パイワン族の男性。国民学校で教師を務めた後、公職に転じ牡丹郷郷長、屏東県議会議員、行政院教育部原住民教育政策委員および旮伏龍安（カブルンガン〈旮＝沓の上が九〉、kavulungan）文史研究室の責任者を務める。
日本統治時期の1938年、屏東県牡丹郷高士村（クスクス村。旧地名は高士仏社）に生まれる。本名は巴基洛克達玄固（バジェルク・タリグ、Valjeluk M，V,L）。戸口登記では日本名で「松田勇」。

## NHKスペシャル シリーズ 「JAPANデビュー」との関係
2009年（平成21年）4月5日に放送された『NHKスペシャル シリーズ 「JAPANデビュー」』第一回「アジアの“一等国”」において、パイワン族の日英博覧会出演を「人間動物園」と貶められ名誉を傷つけられたとして、同年6月21日、パイワン族4人の連名で抗議と再調査依頼をNHKに提出した。
■抗議・再調査依頼書 要旨（2009年6月21日付）
同年10月6日、NHK「アジアの“一等国”」に対する集団訴訟の原告となった華阿財は提訴のために他3名のパイワン族とともに来日。東京・霞が関の司法記者クラブで会見し、「なぜ事実にあわないことを発表して世界に伝えるのか。当時、日本人はわれわれに敬意を持って接してくれた。民族の自尊心が傷付けられた」と発言した
。